# كيفن كارن
كيفن كارن (بالإنجليزية: Kevin Curren)‏ مواليد 2 مارس 1958 في ديربان، هو لاعب كرة مضرب جنوب أفريقي سابق بدأ مسيرته كمحترف سنة 1979 وكان يلعب باليد اليمنى، اعتزل اللعب في 1993. كما أنه أحد أبطال الجراند سلام. أعلى تصنيف له في الفردي كان المركز الـ 5 في سنة 1985.

## بطولات حققها
- بطولة ويمبلدون
- بطولة أمريكا المفتوحة للتنس

## النهائيات

### نهائيات البطولات الكبرى

#### الفردي: النهائيات 2 (الوصافة 2)
| الحصيلة | السنة | البطولة                       | الأرضية | المنافس     | النتيجة                      |
| الوصافة | 1984  | بطولة أستراليا المفتوحة للتنس | عشبية   | ماتس ويلندر | 7–6(7–5), 4–6, 6–7(3–7), 2–6 |
| الوصافة | 1985  | ويمبلدون                      | عشبية   | بورس بيكر   | 3–6, 7–6(7–4), 6–7(3–7), 4–6 |

#### الزوجي (الألقاب 1)
| الحصيلة | السنة | البطولة                     | الأرضية | الشريك      | المنافس                 | النتيجة                      |
| ------- | ----- | --------------------------- | ------- | ----------- | ----------------------- | ---------------------------- |
| الفوز   | 1982  | بطولة أمريكا المفتوحة للتنس | صلبة    | ستيف دينتون | فيكتور أمايا هانك فيستر | 6–2, 6–7(4–7), 5–7, 6–2, 6–4 |

#### الزوجي المختلط (الألقاب 3)
| الحصيلة | السنة | البطولة                     | الأرضية | الشريك  | المنافس                 | النتيجة                 |
| ------- | ----- | --------------------------- | ------- | ------- | ----------------------- | ----------------------- |
| الفوز   | 1981  | بطولة أمريكا المفتوحة للتنس | صلبة    | آن سميث | جوان روسل ستيف دينتون   | 6–4, 7–6                |
| الفوز   | 1982  | بطولة ويمبلدون              | عشبية   | آن سميث | ويندي تيرنبول جون لويد  | 2–6, 6–3, 7–5           |
| الفوز   | 1982  | بطولة أمريكا المفتوحة للتنس | صلبة    | آن سميث | باربرا بوتر فردي تايجون | 6–7, 7–6(7–4), 7–6(7–5) |

## روابط خارجية
- كيفن كارن على موقع رابطة محترفي التنس (الإنجليزية)
- كيفن كارن على موقع الاتحاد الدولي لكرة المضرب (الإنجليزية)
- كيفن كارن على موقع خلاصة التنس.كوم (الإنجليزية)
- كيفن كارن على موقع إي إس بي إن.كوم (الإنجليزية)